# Irreemplazable
Albums de Beyoncé Knowles
Speak My Mind
(2004) Beyoncé Karaoke Hits, Vol. I
(2008)
Singles
1. Irreemplazable
Sortie : 17 juillet 2007[1]
2. Get Me Bodied (Timbaland Remix)
Sortie : 6 août 2007[2]

Irreemplazable est un album en espagnol et en espanglais de la chanteuse américaine de R'n'B Beyoncé Knowles. Initialement sorti comme un disque bonus de l'édition deluxe de B'Day, il est sorti le 28 août 2007 aux États-Unis comme un EP. Dans le même temps, un ensemble CD/DVD est sorti exclusivement chez Wal-mart. Le DVD contient un documentaire sur les coulisses intitulé La Evolución Latina de Beyoncé (Beyoncé's Latin Evolution), ainsi que le clip vidéo de Get Me Bodied (Timbaland remix) de Beyoncé avec Voltio,.
L'EP se vend à 50 000 exemplaires aux États-Unis avec un total de 100 000 exemplaires vendus dans le monde entier, qui est moins que son album de remix.

## Promotion
Beyoncé apparaît dans Mi TRL le 2 août 2007 et présente pour la première fois un reportage présentant les coulisses intitulé Making of the Spanish Album, avec d'autres programmes. Beyoncé a également une couverture spéciale sur MTV Tr3s un mois avant la sortie de l'EP.

## Réception
En donnant deux étoiles et demi, Andy Kellman de AllMusic dit que « il n'y a pas tant que ça sur le disque », et a dit que ce n'était pas nécessaire, en concluant que « si vous êtes un fan die-hard de Beyoncé, vous vous sentirez probablement un peu secoué  — surtout si vous avez acheté B'Day quand il est sorti en septembre 2006 et acheté l'édition deluxe sept mois plus tard, seulement pour découvrir que le disque bonus est sorti plus tard à part (avec pas une piste qui est déjà présenté sur l'édition deluxe!). ».

## Liste des pistes
1. Amor Gitano avec Alejandro Fernández (B. Knowles, J. Flores, R. Barba) : 3:48
2. Listen (Oye) (B. Knowles, H. Krieger, S. Cutler, A. Preven, R. Perez) : 3:41
3. Irreplaceable (Irreemplazable) (B. Knowles, M. S. Eriksen, T. E. Hermansen, E. Lind, A. Bjørklund, S. Smith, R. Perez) : 3:48
4. Beautiful Liar (Bello Embustero) (B. Knowles, M. S. Eriksen, T. E. Hermansen, A. Ghost, I. Dench, R. Perez) : 3:20
5. Beautiful Liar (Remix Version) avec Shakira (remixée par Shakira) : 3:01
6. Beautiful Liar (Spanglish Version) avec Sasha a/k/a Beyoncé : 3:21
7. Irreplaceable (Irreemplazable) (Norteña Remix) (remixée par Rudy Perez) : 3:51
8. Get Me Bodied (Timbaland Remix) avec Voltio (B. Knowles, S. Knowles, K. Dean, S. Garrett, Makeba, A. Beyince) : 6:14

## MTV Tr3s Presents Beyoncé
1. Images « Derrière la scène » : 21:34
Beyoncé en Español: La Evolución Latina de Beyoncé (Beyoncé's Latin Evolution)
2. Clip Vidéo : 6:13
Get Me Bodied (Timbaland Remix) avec Voltio

## Classements
| Classement (2007)      | Meilleure position | Ventes  |
| ---------------------- | ------------------ | ------- |
| U.S. Billboard 200     | 105                | 50 000  |
| Latin Pop Albums       | 2                  | -       |
| Top Latin Albums       | 3                  | -       |
| Top R&B/Hip-Hop Albums | 41                 | -       |
| Grèce                  | 1                  | -       |
| Monde                  | —                  | 100 000 |

## Crédits
| - CD - Producteurs exécutifs : Beyoncé Knowles et Mathew Knowles - A&R : Max Gousse et Mathew Knowles - Marketing : Quincy S. Jackson - Opérations A&R : Juli Knapp - Administration A&R : April Baldwin - Coordinateur A&R : Aaron Brougher - Management : Mathew Knowles | - DVD - Producteurs exécutifs : Beyoncé Knowles et Mathew Knowles - Producteur : Jake Cohl - Rédacteurs : Ed Burke et Peter WJ Miller - Photographie : Max Vadukul - Direction artistique et Design : Fusako Chubachi et Erwin Gorostiza |